# HD 943
HD 943 är en orange jätte i Bildhuggarens stjärnbild.
Stjärnan har visuell magnitud +6,12 och är svagt synlig för blotta ögat vid mycket god seeing.